# Königsberg (berg i Österrike, Steiermark)
Königsberg är ett berg i Österrike.   Det ligger i distriktet Südoststeiermark och förbundslandet Steiermark, i den östra delen av landet, 160 km söder om huvudstaden Wien. Toppen på Königsberg är 471 meter över havet, eller 226 meter över den omgivande terrängen. Bredden vid basen är 4,9 km.
Terrängen runt Königsberg är platt åt sydost, men åt nordväst är den kuperad. Närmaste större samhälle är Fehring, 17,9 km norr om Königsberg. 
Omgivningarna runt Königsberg är en mosaik av jordbruksmark och naturlig växtlighet. Runt Königsberg är det ganska tätbefolkat, med 60 invånare per kvadratkilometer.